# Reserva Natural Rondevlei
A Reserva Natural Rondevlei está localizada em Grassy Park, subúrbio da Cidade do Cabo, África do Sul. O santuário de pássaros abrange cerca de 2,2 quilômetros quadrados de área úmida na maior parte permanente e formada por uma grande lagoa de água salobra. A reserva natural é uma das zonas úmidas mais importantes para as aves na África do Sul, apesar de ser situado ao lado do Lago Zeekoevlei pesadamente poluído. Uma série de ilhas no funcionam como criadouros vitais. Rondevlei é o lar de cerca de 230 espécies de aves, uma variedade de pequenos mamíferos e répteis como caracal, porco-espinho, raposa do Cabo, algumas espécies de antílopes e mangustos, bem como uma população hipopótamos, que foi reintroduzido em 1981 como um meio de controlar uma espécie Espécie introduzida de gramíneas da América do Sul, que cobria o litoral e estava ameaçando tomar todo o vale. Ostentando ecossistemas incomuns e ameaçadas como Cape Flats Dune Strandveld, Cape Flats Sand Fynbos, Cape Lowland Freshwater Wetland e uma variação endêmica de Fynbos, plantas únicas, somente encontradas nesta parte do mundo.
Em fevereiro de 2004, um jovem hipopótamo chamado Hugo ou Houdini escapou de Rondevlei depois que foi intimidado por um velho macho dominante e estava foragido por 10 meses, até que foi preso em dezembro e se mudou para uma reserva privada do Cabo Oriental.

## História
A reserva foi criada em 1952, em cooperação com o Conselho Divisional do Cabo ( agora Conselho Metropolitano do Cabo), quando a área ainda era usado por moradores para pastar cavalos e gado, para cortar madeira e colheita de flores. Originalmente, consistia no vlei e cerca de um quilômetro quadrado de terra, que foi estendido em 1963 e 1987, adicionando dunas e zonas úmidas sazonais para o sul do vlei para a reserva. Para evitar a inundação das áreas edificadas,  uma barragem na extremidade sul-oriental do vlei foi construída para reduzir de forma permanente o nível de Rondevlei. A gestão da reserva foi assumida pelo Município Península do Sul, em 1997, e agora é a parte da cidade do Cidade do Cabo.

## Instalações
As instalações da reserva incluem uma trilha de cerca de 1 km de comprimento ao longo da orla da costa, com seis observatórios para aves e duas grandes torres de observação de madeira, um terrário e um aquário, bem como o Museu Leonard Gill e um centro de educação ambiental com auditório e centro de recursos . Além dos observadores de pássaros, são oferecidas visitas guiadas, passeios de barco, instalações para conferências e hospedagem isolada dentro da reserva que são organizadas por uma empresa de base comunitária, Tours Imvubu Natureza, que foi criada em 2002 com o uso de fundos de alívio da pobreza, disponibilizados pela do Departamento de Assuntos Ambientais e Turismo.

## Ligações Externas
Página Oficial da Reserva